# I liga 1994-1995
La I liga 1994-1995 fu la 69ª edizione della massima serie del campionato polacco di calcio, la 61ª edizione nel formato di campionato. La stagione iniziò il 30 luglio 1994 e si concluse il 20 giugno 1995. Il Legia Varsavia vinse il campionato per la sesta volta nella sua storia, la seconda consecutiva. Capocannoniere del torneo fu Bogusław Cygan, attaccante dello Stal Mielec, con 16 reti realizzate.

## Stagione

### Novità
Dalla I liga 1993-1994 vennero retrocessi in II liga il Wisła Cracovia, il Polonia Varsavia, il Siarka Tarnobrzeg e lo Zawisza Bydgoszcz; mentre vennero promossi dalla II liga 1993-1994 lo Stomil Olsztyn, il Petrochemia Płock, il Raków Częstochowa e l'Olimpia Poznań.

### Formula
Le diciotto squadre partecipanti si affrontavano in un girone all'italiana con partite di andata e ritorno, per un totale di 34 giornate. La squadra prima classificata era campione di Polonia e si qualificava per il primo turno preliminare della UEFA Champions League 1995-1996. La squadra classificata al secondo posto si qualificava per il turno preliminare della Coppa UEFA 1995-1996. La vincitrice della Coppa di Polonia veniva ammessa al turno preliminare della Coppa delle Coppe 1995-1996. Due ulteriori posti venivano assegnato per la partecipazione alla Coppa Intertoto UEFA 1995. Le ultime quattro classificate venivano retrocesse direttamente in II liga.

## Squadre partecipanti
| Club              | Città        | Stagione precedente                  |
| ----------------- | ------------ | ------------------------------------ |
| GKS Katowice      | Katowice     | 2º posto in I liga                   |
| Górnik Zabrze     | Zabrze       | 3º posto in I liga                   |
| Hutnik Cracovia   | Cracovia     | 8º posto in I liga                   |
| Lech Poznań       | Poznań       | 9º posto in I liga                   |
| Legia Varsavia    | Varsavia     | Campione di Polonia                  |
| ŁKS               | Łódź         | 4º posto in I liga                   |
| Olimpia Poznań    | Poznań       | 2º posto nel girone ovest di II liga |
| Petrochemia Płock | Płock        | 2º posto nel girone est di II liga   |
| Pogoń Stettino    | Stettino     | 5º posto in I liga                   |
| Raków Częstochowa | Częstochowa  | 1º posto nel girone ovest di II liga |
| Ruch Chorzów      | Chorzów      | 7º posto in I liga                   |
| Sokół Pniewy      | Pniewy       | 10º posto in I liga                  |
| Stal Mielec       | Mielec       | 11º posto in I liga                  |
| Stal Stalowa Wola | Stalowa Wola | 12º posto in I liga                  |
| Stomil Olsztyn    | Olsztyn      | 1º posto nel girone est di II liga   |
| Warta Poznań      | Poznań       | 14º posto in I liga                  |
| Widzew Łódź       | Łódź         | 6º posto in I liga                   |
| Zagłębie Lubin    | Lubin        | 13º posto in I liga                  |

## Classifica finale
|  | Pos. | Squadra           | Pt | G  | V  | N  | P  | GF | GS | DR  |
|  | ---- | ----------------- | -- | -- | -- | -- | -- | -- | -- | --- |
|  | 1.   | Legia Varsavia    | 51 | 34 | 23 | 5  | 6  | 58 | 20 | +38 |
|  | 2.   | Widzew Łódź       | 45 | 34 | 17 | 11 | 6  | 47 | 25 | +22 |
|  | 3.   | GKS Katowice      | 42 | 34 | 16 | 10 | 8  | 45 | 27 | +18 |
|  | 4.   | Zagłębie Lubin    | 42 | 34 | 16 | 10 | 8  | 48 | 41 | +7  |
|  | 5.   | Górnik Zabrze     | 37 | 34 | 12 | 13 | 9  | 48 | 40 | +8  |
|  | 6.   | Lech Poznań       | 34 | 34 | 13 | 8  | 13 | 47 | 40 | +7  |
|  | 7.   | ŁKS               | 34 | 34 | 10 | 14 | 10 | 39 | 41 | -2  |
|  | 8.   | Pogoń Stettino    | 33 | 34 | 10 | 13 | 11 | 33 | 34 | -1  |
|  | 9.   | Hutnik Cracovia   | 32 | 34 | 9  | 14 | 11 | 37 | 39 | -2  |
|  | 10.  | Sokół Pniewy      | 32 | 34 | 9  | 14 | 11 | 33 | 43 | -10 |
|  | 11.  | Stal Mielec       | 31 | 34 | 8  | 15 | 11 | 44 | 50 | -6  |
|  | 12.  | Olimpia Poznań    | 31 | 34 | 9  | 13 | 12 | 46 | 41 | +5  |
|  | 13.  | Raków Częstochowa | 31 | 34 | 9  | 13 | 12 | 31 | 43 | -12 |
|  | 14.  | Stomil Olsztyn    | 30 | 34 | 7  | 16 | 11 | 35 | 40 | -5  |
|  | 15.  | Petrochemia Płock | 30 | 34 | 8  | 14 | 12 | 35 | 43 | -8  |
|  | 16.  | Stal Stalowa Wola | 29 | 34 | 10 | 9  | 15 | 34 | 47 | -13 |
|  | 17.  | Ruch Chorzów      | 29 | 34 | 7  | 15 | 12 | 39 | 46 | -7  |
|  | 18.  | Warta Poznań      | 19 | 34 | 7  | 5  | 22 | 35 | 75 | -40 |

Legenda:
      Campione di Polonia e ammessa alla UEFA Champions League 1995-1996.
      Ammessa alla Coppa delle Coppe 1995-1996.
      Ammessa alla Coppa UEFA 1995-1996.
      Ammessa alla Coppa Intertoto 1995.
      Retrocessa in II liga 1995-1996.
Note:
Due punti a vittoria, uno a pareggio, zero a sconfitta.

## Risultati
|                   | Leg  | Wid  | GKS  | ZaL  | GóZ  | LcP  | ŁKS  | Pog  | Hut  | Sok  | StM  | Oli  | Rak  | Sto  | Pet  | RuC  | SSW  | War  |
| ----------------- | ---- | ---- | ---- | ---- | ---- | ---- | ---- | ---- | ---- | ---- | ---- | ---- | ---- | ---- | ---- | ---- | ---- | ---- |
| Legia Varsavia    | –––– | 2-0  | 1-0  | 2-0  | 2-0  | 0-1  | 3-0  | 2-1  | 1-0  | 4-0  | 2-0  | 1-0  | 3-0  | 3-2  | 3-0  | 1-0  | 4-0  | 5-0  |
| Widzew Łódź       | 1-1  | –––– | 0-0  | 1-1  | 0-0  | 4-3  | 1-0  | 2-0  | 4-0  | 0-2  | 1-1  | 2-1  | 2-2  | 2-1  | 3-0  | 1-0  | 2-0  | 2-0  |
| GKS Katowice      | 3-1  | 0-0  | –––– | 3-1  | 1-1  | 3-1  | 0-0  | 1-2  | 1-0  | 1-2  | 1-1  | 1-0  | 1-0  | 1-0  | 2-0  | 3-0  | 1-0  | 5-1  |
| Zagłębie Lubin    | 2-1  | 0-2  | 1-1  | –––– | 0-1  | 2-2  | 2-2  | 2-0  | 1-2  | 1-0  | 2-1  | 2-2  | 2-0  | 1-0  | 4-1  | 2-1  | 2-1  | 2-1  |
| Górnik Zabrze     | 0-1  | 1-1  | 2-1  | 0-1  | –––– | 1-1  | 1-1  | 1-0  | 3-0  | 2-0  | 1-1  | 1-2  | 1-0  | 2-0  | 1-1  | 6-0  | 1-1  | 1-1  |
| Lech Poznań       | 0-1  | 1-0  | 2-0  | 2-1  | 2-0  | –––– | 1-2  | 0-2  | 1-1  | 2-0  | 4-3  | 0-2  | 0-0  | 0-0  | 1-1  | 4-0  | 2-0  | 1-2  |
| ŁKS Łódź          | 0-2  | 2-4  | 0-0  | 1-2  | 4-1  | 0-2  | –––– | 3-0  | 1-1  | 3-0  | 1-1  | 2-1  | 2-0  | 0-0  | 1-0  | 0-0  | 3-1  | 2-0  |
| Pogoń Stettino    | 1-1  | 1-0  | 1-0  | 3-0  | 1-3  | 3-2  | 0-0  | –––– | 1-1  | 4-0  | 0-0  | 1-1  | 0-0  | 2-2  | 0-0  | 1-0  | 0-0  | 3-1  |
| Hutnik Cracovia   | 0-1  | 1-2  | 1-2  | 1-1  | 0-1  | 2-1  | 5-0  | 1-1  | –––– | 0-0  | 1-1  | 2-1  | 2-1  | 0-0  | 2-0  | 1-1  | 2-1  | 2-2  |
| Sokół Pniewy      | 1-0  | 0-0  | 0-0  | 1-2  | 3-2  | 2-1  | 1-1  | 0-0  | 0-2  | –––– | 3-0  | 1-1  | 1-2  | 1-2  | 1-0  | 1-0  | 1-1  | 4-0  |
| Stal Mielec       | 1-2  | 1-2  | 1-3  | 0-1  | 3-2  | 2-2  | 3-2  | 2-1  | 1-1  | 3-3  | –––– | 1-0  | 4-0  | 1-0  | 1-1  | 1-3  | 4-2  | 2-0  |
| Olimpia Poznań    | 1-2  | 2-0  | 1-1  | 0-1  | 2-2  | 0-2  | 3-0  | 1-1  | 3-1  | 0-0  | 0-0  | –––– | 6-2  | 0-0  | 1-1  | 4-3  | 1-2  | 1-1  |
| Raków Częstochowa | 1-1  | 1-0  | 1-1  | 1-1  | 2-0  | 1-2  | 1-1  | 3-0  | 0-0  | 2-2  | 0-0  | 1-0  | –––– | 2-1  | 0-0  | 2-0  | 1-1  | 2-1  |
| Stomil Olsztyn    | 3-3  | 0-0  | 0-1  | 2-2  | 1-1  | 1-0  | 1-1  | 2-1  | 2-1  | 4-0  | 4-1  | 0-0  | 0-1  | –––– | 0-0  | 1-1  | 0-0  | 3-1  |
| Petrochemia Płock | 0-0  | 0-2  | 3-0  | 2-2  | 2-2  | 2-1  | 2-2  | 1-0  | 2-0  | 0-0  | 1-1  | 1-3  | 4-1  | 0-0  | –––– | 1-0  | 2-0  | 2-3  |
| Stal Stalowa Wola | 1-0  | 0-2  | 0-1  | 3-1  | 2-3  | 1-1  | 1-0  | 1-0  | 1-1  | 1-1  | 1-1  | 2-2  | 2-0  | 2-1  | 2-1  | –––– | 0-0  | 4-1  |
| Ruch Chorzów      | 0-2  | 1-1  | 3-2  | 0-0  | 1-1  | 1-0  | 0-0  | 1-1  | 1-1  | 1-1  | 1-1  | 1-4  | 1-1  | 7-0  | 3-1  | 0-1  | –––– | 3-0  |
| Warta Poznań      | 1-0  | 0-4  | 0-4  | 1-3  | 2-3  | 0-2  | 1-2  | 0-1  | 0-2  | 1-1  | 2-0  | 3-0  | 1-0  | 2-2  | 1-3  | 2-0  | 3-4  | –––– |

## Statistiche

### Classifica marcatori
Fonte: 90minut.pl
| Gol |  |  | Giocatore          | Squadra           |
| --- |  |  | ------------------ | ----------------- |
| 16  |  |  | Bogusław Cygan     | Stal Mielec       |
| 15  |  |  | Jacek Dembiński    | Lech Poznań       |
| 15  |  |  | Sławomir Majak     | Zagłębie Lubin    |
| 15  |  |  | Jerzy Podbrożny    | Legia Varsavia    |
| 14  |  |  | Piotr Prabucki     | Warta Poznań      |
| 13  |  |  | Krzysztof Bukalski | Hutnik Cracovia   |
| 12  |  |  | Piotr Burlikowski  | Olimpia Poznań    |
| 12  |  |  | Rafał Siadaczka    | Petrochemia Płock |
| 12  |  |  | Mariusz Śrutwa     | Ruch Chorzów      |